# Mar Flohil

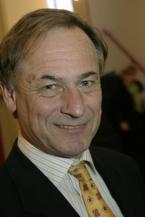
Mar Flohil

Mar Rutger Flohil (Den Haag, 29 december 1946) is een voormalige Nederlandse cricketspeler.

## Cricket
Flohil, rechtshandig slagman, heeft ongeveer tien jaar in het nationale cricketteam gezeten. Hij begon met cricket bij Cricket Club Bloemendaal, werd later lid van de Haarlemse Cricket Club Rood en Wit en nog later ook van Cricket Touring Club de Flamingo's. Flohil is lid van Orange All Stars.

## Zakelijke carrière
Flohil heeft bedrijfseconomie gestudeerd in Stellenbosch (Zuid-Afrika) en rechten in Leiden. Hij werd directeur bij een hypotheekbank en een effectenkredietinstelling voordat hij besloot een eigen kantoor op te zetten.

In 1998 trad hij toe als partner bij Fuhri Snethlage Joosten & Flohil in Bussum, een kantoor gespecialiseerd in strategie, fusies en overnames. In Bussum liep in 2006 het huurcontract af, waarna het kantoor naar Apeldoorn verhuisde.

## Boeken
- Wegwijs in Financieel Management: het spel en de cijfers (2003)
- De werkelijkheid achter de cijfers: transparante jaarcijfers met IFRS (2005)